# یوشیکا ماتسوبارا
یوشیکا ماتسوبارا (انگلیسی: Yoshika Matsubara؛ زادهٔ ۱۹ اوت ۱۹۷۴) بازیکن فوتبال اهل ژاپن است.
از باشگاه‌هایی که در آن بازی کرده‌است می‌توان به باشگاه فوتبال جف یونایتد ایچیهارا چیبا، باشگاه فوتبال پنیارول، باشگاه فوتبال رییکا، باشگاه فوتبال آویسپا فوکوئوکا، باشگاه ورزشی دفنسور، باشگاه فوتبال جوبیلو ایواتا، باشگاه فوتبال شیمیزو اس-پالس اشاره کرد.